# Gomphocythere duffi
Gomphocythere duffi är en kräftdjursart som först beskrevs av N. de B. Hornibrook 1955.  Gomphocythere duffi ingår i släktet Gomphocythere och familjen Limnocytheridae. Inga underarter finns listade i Catalogue of Life.